# Kreplje
Kreplje so naselje v Občini Sežana.